# Gabriel Volland
Pour les articles homonymes, voir Volland.
Gabriel Volland (né le 27 février 1881 à Maisons-Alfort dans le Val-de-Marne et mort le 29 décembre 1947 à Paris 5e), est un poète et écrivain français.

## Biographie
Il se marie en 1907, et s'installe au Quartier Latin, où il rencontre une vie littéraire bouillonnante. Il fait ainsi partie du Groupe d'Action d'Art Les Loups, initié par Anatole Belval-Delahaye.
Il reçoit en 1908 le Prix de Rome de poésie pour son premier recueil de poèmes, Le Parc Enchanté.
Il collabore à de nombreux journaux et revues, dans lesquels on retrouve des contes, nouvelles, essais. Il participe à l'écriture de trois pièces de théâtre.

## Œuvres
- Le Parc Enchanté, poème, Mercure de France, 1908
- La Flûte d'Ebène, poèmes, Éditions Eugène Fasquelle, Paris, 1910
- L'amour vainqueur, illustré par Jacques Touchet, Éditions Briffaut, 1921[1] ;
- De Vénus à Léda. Guide moderne et plaisant à travers les mythes anciens, en collaboration avec Raoul Veze (trois tomes), Editions Briffaut ;
- Messagères d'espoir (nouvelle publiée dans Le Journal du 7 avril 1939 au 14 avril 1939).

## Sources
- Anthologie de la Jeune Poésie Française, Editions Les Loups (1911)